# Afghanische Basketballnationalmannschaft
Die afghanische Basketballnationalmannschaft repräsentiert Afghanistan bei Basketball-Länderspielen der Herren. Der afghanische Basketballverband wurde im Jahr 1968 als Mitglied der FIBA gegründet. Der größte Erfolg war der Gewinn der Goldmedaille bei den Südasienspielen 2010.

## Geschichte
Im Jahr 1930 wurde in Afghanistan zum ersten Mal Basketball gespielt. 1966 wurde vom afghanischen Olympischen Komitee die erste afghanische Basketballnationalmannschaft gegründet, um gegen Indien und Pakistan spielen zu können. Tom Gouttierre, ein amerikanischer Freiwilliger des Peace Corps und Coach des Teams der Habibia High School, wurde der erste Nationaltrainer.